# نورثروب إكس-4 بانتام
نورثروب إكس-4 بانتام  (بالإنجليزية: Northrop X-4 Bantam)‏ هي طائرة تجريبية أنتجت في الولايات المتحدة. من صناعة نورثروب. كان أول طيران لها في 15 ديسمبر 1948 . دخلت الخدمة في 1950، انتهت خدمتها في 1953. صنع منها 2 طائرة.